# Arsen Dedić

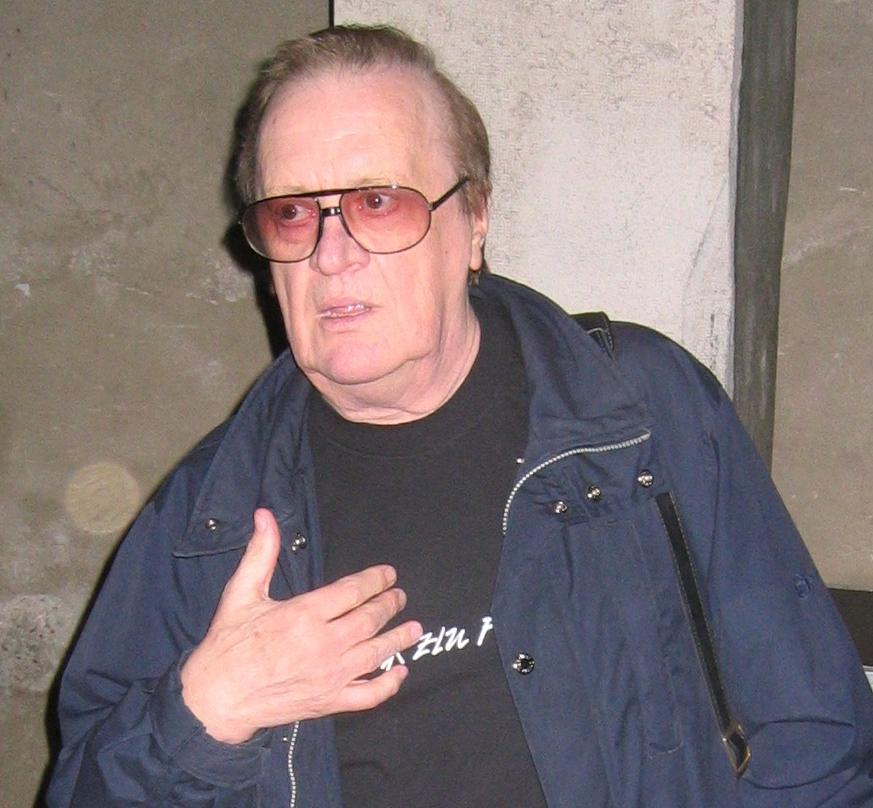
Arsen Dedić (2006)

Arsen Dedić (* 28. Juli 1938 in Šibenik, Königreich Jugoslawien; † 17. August 2015 in Zagreb) war ein jugoslawischer bzw. kroatischer Musiker und Poet.

## Leben und Karriere
Dedić' Vater war Serbe, die Mutter Kroatin. Bekannt wurde er in den 1960er-Jahren durch dalmatinische Folklore und das kroatische Musik-Festival. Mit der Zeit wurde Dedić einer der bekanntesten jugoslawischen Musiker. 1982 erhielt er den Tenco-Preis für Liedermacher.
Neben Liedern schrieb Dedić auch Filmmusik. Ebenso ist er ein ausgezeichneter Poet und Bestsellerautor des ehemaligen Jugoslawiens. Herausragenden Erfolg hatten dabei die Stücke Brod u Boci (Croatia Concert, Zagreb, 1971), Hotel Balkan (Znanje, Zagreb, 1987), 101 Pjesma (Svjetlost, Sarajevo, 1989).
Arsen Dedić war seit 1973 verheiratet mit Gabi Novak, einer bekannten kroatischen Pop-Sängerin.
Am 17. August 2015 ist Arsen Dedic im Alter von 77 Jahren gestorben.
Arsens Bruder Milutin Dedić ist ein bekannter Maler, Kunsthistoriker und lebt in Belgrad.
Sein Sohn Matija Dedić war ein bekannter Jazz-Musiker.

## Diskografie
Vinylalben:
- 1969: Čovjek kao ja
- 1971: Arsen 2
- 1973: Homo Volans (Doppel-Album)
- 1975: Vraćam se
- 1976: Porodično stablo
- 1976: Arsenal
- 1976: Otisak autora
- 1976: Pjesme sa šlagom
- 1977: Dedić-Golob
- 1978: Kuća pored mora (Instrumental)
- 1980: Rimska ploča
- 1980: Pjevam pjesnike
- 1980: Naručene pjesme
- 1980: Gabi i Arsen
- 1981: Carevo novo ruho
- 1982: Arsen pjeva djeci
- 1984: Provincija
- 1985: Kantautor (Doppel-Album)
- 1986: Moje popevke
- 1987: Kino Sloboda
- 1987: Arsen & Bora Čorba Unplugged ’87 mit Bora Đorđević
- 1988: Hrabri ljudi (mit Gabi)
- 1989: Glazba za film i TV
- 1989: Svjedoci priče

CDs:
- 1991: Najbolje od Arsena
- 1993: Tihi obrt
- 1995: Der Gesang der Narren von Europa (literarische Installation eines Librettos von Dževad Karahasan und Herbert Gantschacher für ARBOS – Gesellschaft für Musik und Theater)
- 1995: Ko ovo more platit
- 1997: Ministarstvo / Ministarstvo straha (2000, 2005)
- 1999: Herbar
- 1969/1999: Čovjek kao ja
- 1987/2000: Kino Sloboda
- 2001: UROBOS: Project Time (Dževad Karahasan und Herbert Gantschacher für ARBOS – Gesellschaft für Musik und Theater und Singapore Arts Festival)
- 2002: Kinoteka
- 1973/2003: Homo volans
- 2003: Imena žena
- 2004: Na zlu putu
- 2006: Ministarstvo Straha